# Station Gap
Station Gap is een spoorwegstation in de Franse stad Gap aan de SNCF-spoorlijn van Veynes naar  Briançon. 
Het  op 743 meter boven NAP gelegen station is voorzien van een fietsenstalling. Bij het station is het eindpunt van de bussen van Linéa, de maatschappij, die ter plaatse het stads- en streekbusvervoer verzorgt. Het is in de jaren 1870 aangelegd. 